# اقیانوس

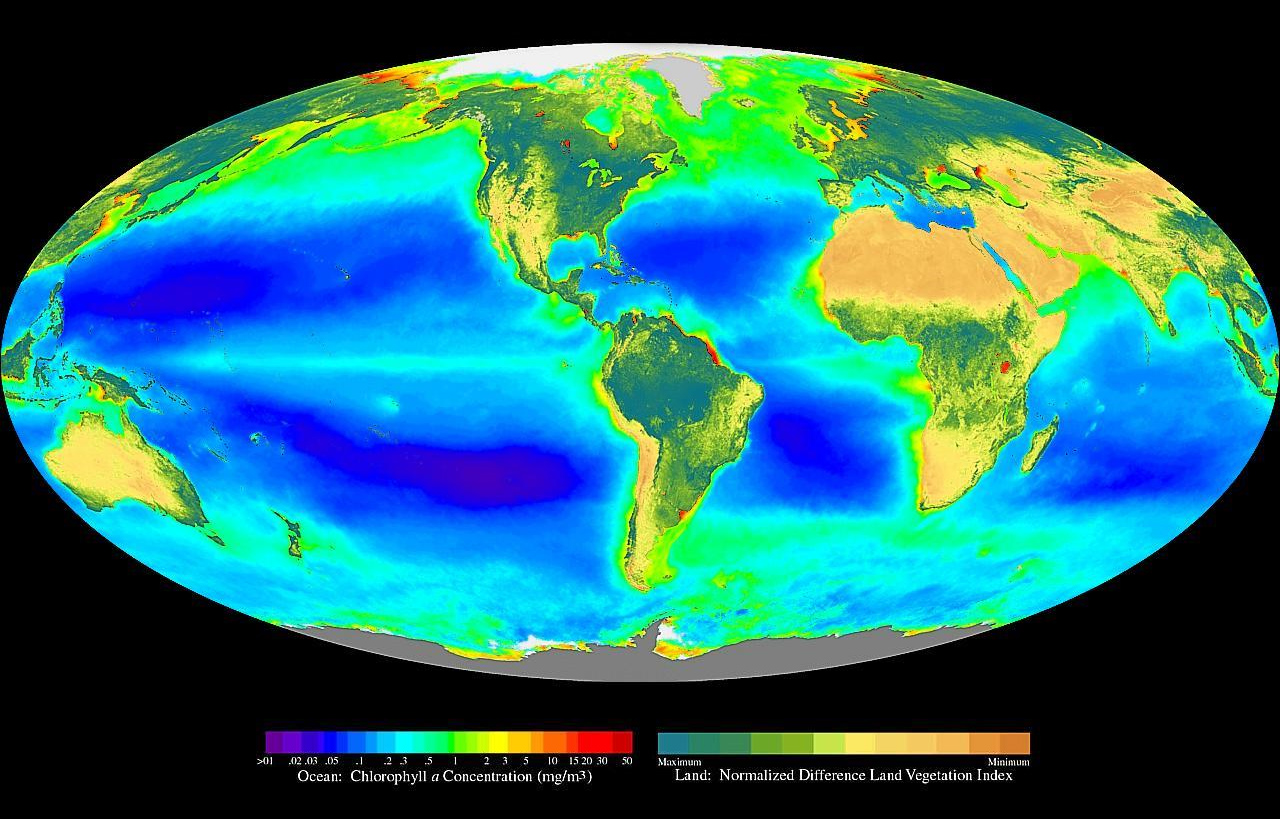
پراکنش گیاهان در اقیانوس‌ها، چگالی سبزینه‌ها: آبی: کم، سبز: متوسط.

اُقیانوس یا زِراه در سیارهٔ زمین، به پیکره‌های بزرگی از آب‌های شور گفته می‌شود که جزوی از مجموعه آب‌های کرهٔ زمین است و مرز آبی میان چند خشکی بزرگ کرهٔ زمین را می‌سازد.
این واژه گاهی به بخش‌های بزرگی از آنچه اقیانوس جهانی خوانده می‌شود، گفته می‌شود. واژهٔ دریا و اقیانوس گاهی به جای هم به کار برده می‌شوند اما دریا پیکره‌ای از آب‌های شور است (غالباً بخشی از اقیانوس جهانی) که به خشکی‌ها نزدیک است.
اقیانوس زمین، بزرگ‌ترین اقیانوس سطحی تأیید شدهٔ سیاره‌های قابل رویت است. تقریباً ۷۵ درصد از سطح کرهٔ زمین (که مساحتی حدود ۳۶۱ میلیون کیلومتر مربع را شامل می‌شود) را آب‌های شور پوشانده‌اند که به‌طور کلی به چند اقیانوس و چندین دریا تقسیم می‌شوند. حجم کلی اقیانوس‌ها حدود ۱٫۳ میلیارد کیلومتر مکعب با عمق متوسط ۳٬۷۹۰ متر است. در اقیانوس‌ها حدود ۲۳۰٬۰۰۰ گونهٔ جانوری شناخته‌شده وجود دارد؛ البته بخش عمده‌ای از ژرفای اقیانوس‌ها کشف نشده برجای مانده و برآورد می‌شود که بیش از دو میلیون گونهٔ جانوری آبزی وجود داشته باشد، البته همهٔ دیگر جانداران کشف نشده تنها در ۳٪ از کل آب‌هایی است که در اعماق بستر خاکستری دریا وجود دارند و نزدیک به ۹۷٪ تمامی اقیانوس‌ها با مقیاس دقیق یا شبیه کشف و ثبت شده است. خاستگاه اقیانوس‌های زمین ناشناخته مانده است، البته دانشمندان برآنند که نخستین بار در دوران هادئن تشکیل یافته و ممکن است که منشأیی برای آغاز حیات در روی زمین بوده باشند.
بیش از نیمی از این اقیانوس‌ها دارای ژرفای نزدیک به ۳٬۰۰۰ متر (۹٬۸۰۰ فوت) هستند. میزان شوری آب اقیانوس‌ها غلظتی حدود ۳۵ نقطه از هزار را دارا هستند و در نزدیکی دریاها این غلظت شوری به میزان ۳۰ الی ۳۸ نقطه تغییر پیدا می‌کند.
آب همهٔ اقیانوس‌ها شور است و علت آن ورود آب رودخانه‌ها به آن‌ها است. بخشی از این آب‌ها هنگامی که در رودها جریان دارند از سنگ‌های بستر رودها نمک در خود حل می‌کنند. اما این نمک کند چندان نیست که آب رودها شورمزه شود، ولی همین رودها میلیون‌ها سال است که نمک به اقیانوس‌ها می‌برند و در تمام این سال‌ها مقداری از آب اقیانوس بخار شده و نمک به جای گذارده و قرن به قرن آب اقیانوس‌ها شورتر شده است. در اقیانوس‌ها کانی‌های دیگر هم وجود دارد و برخی برآوردها حاکی از وجود ۸۳۰ میلیون تن طلا در اقیانوس جهانی است که بهره‌برداری از این کانی‌ها البته با دشواری زیادی روبروست. حجم مواد غذایی به دست آمده از اقیانوس‌ها بسیار زیاد است که بیشتر آن را ماهی‌ها تشکیل می‌دهند و میگو و خرچنگ و صدف‌ماهی خوراکی نیز از آن جمله هستند. روغن نهنگ، اسفنج، و مروارید از دیگر کالاهای به دست آمده از اقیانوس‌ها است.
در اقیانوس‌ها رودهای بسیار عظیم وجود دارند که به آن‌ها جریان دریایی می‌گویند. برخی از این جریان‌ها گرم و بعضی سردند. این جریان‌ها بر آب و هوای سرزمین‌های پیرامون تأثیر بسیاری دارند. امروزه اقیانوس‌ها و دریاهای جهان شاهراه‌های بسیار عظیمی به‌شمار می‌روند و در سراسر این آب‌ها کشتی‌های باری و مسافری پیوسته کالا و مسافر حمل و نقل می‌کنند.
اقیانوس‌های جهان (به ترتیب وسعت):
- اقیانوس آرام یا اقیانوس کبیر
- اقیانوس اطلس
- اقیانوس هند
- اقیانوس منجمد جنوبی
- اقیانوس منجمد شمالی

## نام‌شناسی

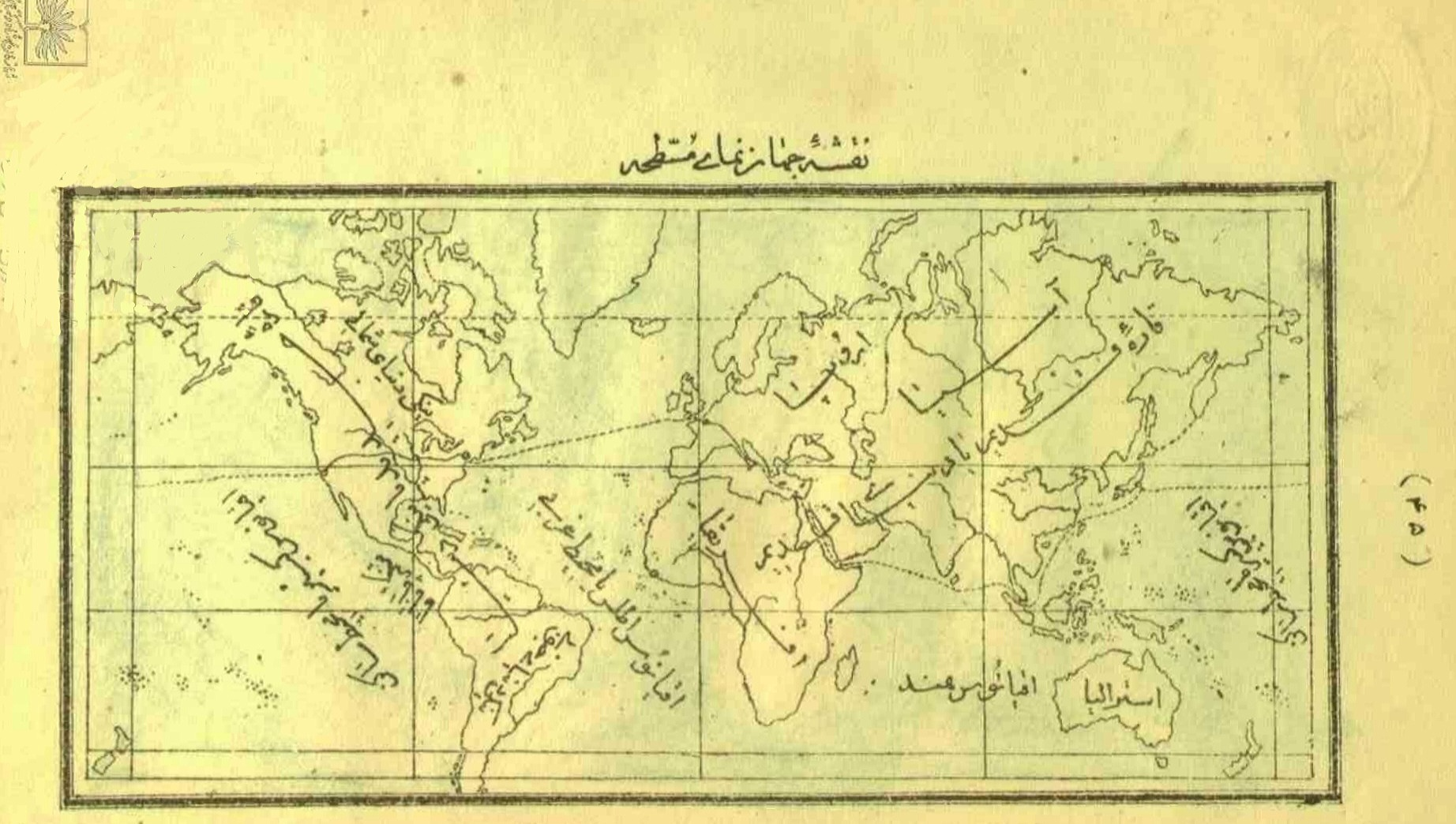
نقشه اقیانوس‌ها و قاره‌های جهان در کتاب «اصول علم جغرافیا»، نوشته محمد صفی، فرزند ادیب‌الدوله، تهران: ۱۳۱۶ قمری.

واژهٔ اقیانوس از واژهٔ یونانی okeanus) Ωκεανός) گرفته شده است. ریشه این واژه ناشناخته است. روبرت اس.پی. بِیکِس، ریشه‌شناس هلندی، معتقد است که زبان یونانی این واژه را از زبان مردمان منطقه یونان که پیش از ورود یونانی‌های هندواروپایی به منطقه در آن ساکن بودند گرفته است.
در اساطیر یونانی اقیانوس پسر اورانوس و گایا و شوهر تتیس بود. در یونانی، منظور از اقیانوس، رودخانه یا دریای بزرگی بود که قرص زمین را فراگرفته است (در تضاد با دریای مدیترانه که به معنی دریای واقع در بین خشکی‌ها است). در زمان‌های اولیه، زمانی که تنها توده‌های خشکی شناخته‌شدهٔ اوراسیا و آفریقا بودند، اقیانوس یک رودخانه بی‌پایان انگاشته می‌شد که در پیرامون این خشکی‌ها روان بود. تا حدود ۱۶۵۰ میلادی معمولاً به آن دریای اقیانوس گفته می‌شد که ترجمه لاتین mare oceanum بود. استفاده از کلمه اقیانوس برای هر یک از پهنه‌های آبی بزرگ جهان به صورت جداگانه از سدهٔ چهاردهم میلادی آغاز شد.
در متون قدیمی‌تر فارسی به آن دریای مُحیط یا بحر محیط می‌گفتند. بحر محیط به معنای «دریای دربرگیرنده (خشکی‌ها)» است.
در متون قدیمی‌تر، با اینکه از لحاظ نظری، دریای محیط، اقیانوسی محیط بر رُبع مسکون به‌شمار می‌رفت، غالباً مراد از آن فقط اقیانوس اطلس بود. در این متون، وقتی که بحر محیط به معنای اقیانوس اطلس به کار می‌رود با بحر مُظْلِم یا بحر ظُلْمَة یا بحر ظُلُماتْ (دریای تاریکی) مترادف است و به شمال اقیانوس اطلس گفته می‌شود و این اسامی از هوای نامساعد و خطرهای آن اقیانوس حکایت می‌کند.
در متون جغرافیایی زمان قاجار در مورد برخی اصطلاحات و نام‌های جغرافیایی از اصطلاحات عربی و ترکی عثمانی پیروی می‌شد و برای نمونه اقیانوس آرام، محیط ساکن، برای اقیانوس اطلس، محیط غربی، برای جهان نو (یعنی آمریکا)، ینگی دنیا (به ترکی به معنای جهان نو)، برای تنگه در معنی آبراه دریایی، بُغاز (از ترکی) و برای کانال و آبکند، تُرعه هم گفته می‌شد.

## دید کلی

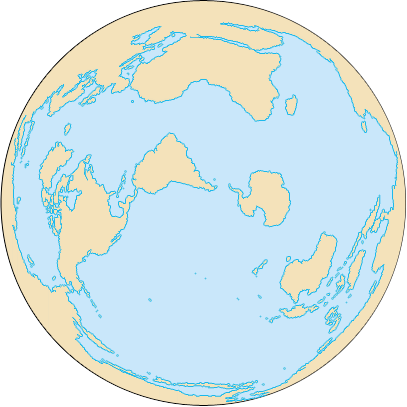
۵ اقیانوس زمین

برخلاف دریاهایی که هم‌اکنون می‌بینید و ممکن است تکه‌تکه باشند و هیچ ارتباطی با یکدیگر نداشته باشند، اقیانوس‌ها یکپارچه هستند و با یکدیگر در ارتباط هستند. بخش متصل این آب نمک‌ها اکثراً به اقیانوس جهانی یاد می‌شود. مفهوم «اقیانوس جهانی» به‌معنی تکه‌های آبی پهناوری است که با یکدیگر در ارتباط هستند و از لحاظ اقیانوس سنجی دارای ارزش بسیار می‌باشند. تکه‌های عظیم این اقیانوس‌ها، در قاره‌های مختلف پراکنده هستند و شامل مجمع الجزایرهای گوناگون و معیارهای دیگر می‌گردد.
اقیانوس آرام و اقیانوس اطلس شامل زیر مجموعه‌هایی بر روی خط استوا، قسمت‌های شمالی و جنوبی آن است. در زمین‌شناسی قسمت‌های کوچک‌تر اقیانوس به نام‌هایی مانند «دریا»، «ساحل»، «دلتا» و دیگر نام‌ها شناخته می‌شوند. همچنین بعضی از بخش‌های اقیانوس در خشکی وجود دارند که با اقیانوس جهانی در ارتباط نیستند مانند دریاچهٔ خزر در فلات ایران، دریاچهٔ آرال (خوارزم) در آسیای میانه و دریاچهٔ نمک در ایالت یوتا در ایالات متحدهٔ آمریکا که ممکن است با نام دریا شناخته شوند ولی در حقیقت دریاچهٔ شور هستند.
از آنجایی‌که اقیانوس‌ها بخش‌های بزرگی از کرهٔ زمین را می‌پوشانند، از این‌رو تأثیر مهمی بر روی زیست‌کره دارند. تبخیر آب اقیانوس (به‌عنوان عضوی از چرخهٔ آب) نقش مهمی در ایجاد بارش دارد و در واقع دمای اقیانوس یکی از مهم‌ترین کلیدهای تغییر آب و هوا در کرهٔ زمین است. قدمت اقیانوس‌ها، چیزی حدود ۳ میلیارد سال برآوردشده و پس از آن بود که گیاهان و موجودات زنده بر روی آن پدید آمدند. لُجهٔ اقیانوس‌ها محل زندگی گونه‌های متفاوتی از جانوران و گیاهان آبزی است و قسمت مهم اقیانوس‌ها در فواصلی بسیار دور از سواحل قرار دارند که تعیین‌کنندهٔ نوع زیست‌بوم‌ها در خشکی‌های سطح کرهٔ زمین هستند.

## پنج اقیانوس جهان
| نام اقیانوس‌ها                | تصویر زمینه ای | توضیحات نسبت داده شده |
| اقیانوس آرام یا اقیانوس کبیر |                | اقیانوس آرام یا اقیانوس کبیر بزرگ‌ترین اقیانوس جهان است و یک‌سوم مساحت کره زمین را پوشانده است. تا پیش از سده شانزدهم میلادی مردمی از اندونزی و تایوان به مرور جزیره‌های پراکنده و دوردست اقیانوس آرام را کشف کرده و در بسیاری از آن‌ها سکونت گزیدند. دریانوردان اروپایی بین سال‌های ۱۵۲۰ تا ۱۷۹۹ میلادی با کشفیات خود به پهناوری این اقیانوس پی بردند. اقیانوس آرام همچنین با عمق متوسط حدود ۳۸۰۰ متر، ژرف‌ترین اقیانوس جهان است. بیشترین آتشفشان‌های جهان (حدود ۷۵ درصد) نیز در پهنه اقیانوس آرام واقع شده‌اند. بیشترین جزایر جهان نیز در این اقیانوس واقع شده‌اند. تعداد جزایر این اقیانوس حدود ۲۵ هزار جزیره است که بیشترشان در جنوب خط استوا قرار گرفته‌اند. |
| اقیانوس اطلس                 |                | نام اقیانوس اطلس از اسطوره‌های یونانی گرفته شده و کهن‌ترین اشاره به این نام در نوشته‌های هرودوت دیده می‌شود. اقیانوس اطلس دومین اقیانوس بزرگ جهان است و یک‌پنجم سطح کره زمین را پوشانده است. این اقیانوس در دوره برده‌داری تا سده بیستم کانون بازرگانی جهان بود. امروزه آب‌های این اقیانوس با صید بیش از حد ماهی مواجه ند. از نقاط معروف کناره‌های این اقیانوس می‌توان به جزایر قناری، جزایر باهاما، گرینلند، جبل‌الطارق، نیویورک، لندن، میامی، بوئنوس آیرس و هامبورگ اشاره کرد. |
| اقیانوس هند                  |                | اقیانوس هند سومین اقیانوس بزرگ جهان است و از جنوب آسیا تا آب‌های جنوبگان ادامه پیدا می‌کند. اقیانوس هند حدود ۲۰ درصد از پهنه اقیانوس‌های جهان را به‌خود اختصاص داده است. شهرهای سنگاپور، بمبئی، جاکارتا و جزیره‌های سری‌لانکا و ماداگاسکار از نقاط مهم این اقیانوس هستند. بازرگانان و دریانوردان عرب و ایرانی در دوره‌ای در اقیانوس هند فعالیت زیادی داشتند و از این طریق دین اسلام را از کرانه‌های شمالی‌تر این اقیانوس به مناطقی در جنوب چون اندونزی و مالدیو و زنگبار گسترش دادند. |
| اقیانوس منجمد جنوبی          |                | اقیانوس منجمد جنوبی یا (در برخی متون فارسی دری افغانستان) اقیانوس یخ‌بسته جنوبی، نامی است که بخش‌های جنوبی اقیانوس‌های آرام، اطلس، و اقیانوس هند داده شده است. اقیانوس منجمد جنوبی چهارمین اقیانوس بزرگ جهان است. این اقیانوس تنها ۳۰ میلیون سال پیش شکل گرفته و به این خاطر «جوان‌ترین» اقیانوس جهان به‌شمار می‌آید. به خاطر تفاوت زیاد دما بین یخ‌پهنه‌های قاره جنوبگان با آب پیرامون آن، این اقیانوس توفان‌های شدیدی را تجربه می‌کند که شدیدترین بادهای جهان را دارند و این خطر بزرگی را متوجه دریانوردان این آب‌ها می‌کند. |
| اقیانوس منجمد شمالی          |                | اقیانوس منجمد شمالی یا (در برخی متون فارسی دری افغانستان) اقیانوس یخ‌بسته شمالی، کوچک‌ترین اقیانوس جهان است و سطح آن به‌طور کامل در داخل مدار شمالگان قرار گرفته است. پیرامون این اقیانوس تقریباً به‌طور کامل با خشکی احاطه شده است. حوزه این اقیانوس تا سال ۱۹۲۶ که برای نخستین بار یک ناو هوایی به نام نورگه از فراز آن گذشت کاملاً ناشناخته مانده بود. از خشکی‌های معروف این اقیانوس می‌تواند به گرینلند و نوایا زملیا اشاره کرد. میانگین ژرفای این اقیانوس ۹۷۸ متر است. بسیاری از یخ‌های این اقیانوس به خاطر گرمایش زمین در حال آب شدن‌اند. |

## لایه‌ها و ژرفاها

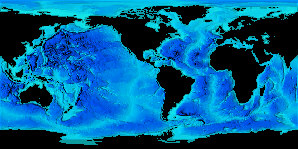
نقشه اقیانوسی دنیا

اقیانوس‌شناسان، اقیانوس را بر اساس ویژگی‌های فیزیکی و زیست‌شناسی تقسیم‌بندی می‌کنند. لایهٔ لجه شامل همهٔ قسمت‌های باز اقیانوس می‌شود و خود می‌تواند بسته به عمق یا فراوانی نور به زیر لایه‌هایی تقسیم کرد. بخش نورگیر از سطح آب تا ژرفای ۲۰۰ متری را شامل می‌شود. این لایه‌ای است که امکان فتوسنتز در آن وجود دارد و از همین جهت بیشترین گونهٔ جانوری را دار است. از آنجا که گیاهان به فتوسنتز نیاز دارند، زندگی در پایین‌تر از این ژرفا باید به یک منبع دیگر وابسته باشد. در بخش بی نور این منبع می‌تواند ریزش آبزیان یا مجراهای گرمایی درون آب باشد.
قسمت لجه‌ای بخش نورگیر را برلجه می‌گویند. قسمت لجه‌ای بخش نورگیر خود می‌تواند به زیر لایه‌هایی بر حسب دما تقسیم گردد. میان لجه قسمت بالایی را تشکیل می‌دهد. مرز پایینی آن را دما شیب °۱۲ تشکیل می‌دهد که در مناطق گرمسیری حدوداً در ژرفای ۷۰۰ تا ۱٬۰۰۰ متری است. ناحیهٔ بعدی ژرف لجه است که در محدودهٔ دمایی ۱۰ تا ۴ درجه سانتی‌گراد قرار گرفته و معمولاً ۱٬۰۰۰ تا۴٬۰۰۰ متری را شامل می‌شود. بالای صفحهٔ مغاک، لایهٔ مغاک قرار گرفته که مرز پایینی آن در ژرفای ۶٬۰۰۰ متری قرار گرفته است. آخرین لایه زیر مغاک است که گودال‌های بستر اقیانوس را شامل می‌شود. این لایه در ژرفای ۶٬۰۰۰ تا ۱۱٬۰۰۰ متری قرار گرفته است.
به موازات بخش بی‌نور لجه، بخش بی نور دریابن نیز قرار دارد که از سه ناحیه عمیق بستر دریا تشکیل شده است.

## آلودگی و مرگ اقیانوس‌ها
مطالعهٔ جدید و گسترده‌ای نشان داد نرخ بی‌سابقهٔ کاهش اکسیژن در اقیانوس‌ها به دلیل تغییر اقلیم، آلودگی فاضلاب و فعالیت‌های کشاورزی، باعث گسترش سریع «مناطق مرده» در اقیانوس‌های جهان شده و موجب بروز تهدید زیستی برای زیست‌بوم‌ها و حیات دریایی شده است.
میزان کلی اکسیژن در اقیانوس‌ها تا حدود ۲ درصد افت کرده و تعداد «مناطق مرده» که به عارضهٔ کم‌اکسیژنی دچار شده‌اند (یعنی میزان کاهش اکسیژن در آن‌ها به مرز خطرناکی رسیده) از ۴۵ نقطه در دههٔ ۶۰ میلادی، به دستِ‌کم ۷۰۰ منطقه در حال حاضر رسیده است. بسیاری از جانداران دریایی بزرگ‌تر و فعال‌تر مانند کوسه، نیزه‌ماهی و ماهی تن نمی‌توانند در این مناطق زندگی کنند و در درازمدت در معرض خطر انقراض دسته‌جمعی قرار دارند مگر آنکه روند کنونی برعکس شود.
کمبود اکسیژن اقیانوس‌ها به خاطر ورود بیش از حد مواد مغذی به آن‌ها، به علت کشاورزی و ورود دیگر آلودگی‌هاست، اما عامل اصلی این پدیدهٔ گرمایش جهانی است.
در طول دو دههٔ منتهی به سال ۲۰۱۹ دمای اقیانوس‌ها هر سال بیشتر از سال پیش شده و میزان گرمایش اقیانوس‌ها هم‌ارز گرمایش حاصل از انفجار پنج بمب اتمی به قدرت بمب هیروشیما در هر ثانیه است. تا به حال اقیانوس‌ها نقش حائل را بازی کرده‌اند و بیش از ۹۰ درصد گرمای حاصل از انتشار گازهای گلخانه‌ای را جذب کرده‌اند. اقیانوس‌ها حدود یک سوم گازهای گلخانه‌ای تولیدی را جذب می‌کنند. اما مطالعات نشان داده هرچه اقیانوس‌ها گرم‌تر شوند این فرایند جذب کندتر می‌شود. در نتیجه این گازها بیشتر در جو می‌مانند و باعث گرمایش بیشتر هوا می‌شوند.